# Antilles
Pour les articles homonymes, voir Antilles (homonymie).
Ne doit pas être confondu avec les Caraïbes, ni avec la mer des Caraïbes.
Les Antilles (ou Caraïbe insulaire) sont un vaste archipel réparti entre la mer des Caraïbes (Grandes Antilles, Petites Antilles et îles Caïmans), le golfe du Mexique (côte nord-ouest de Cuba avec les cayos occidentaux, ainsi que les Keys de Floride depuis Key Largo à Dry Tortugas) et l'océan Atlantique (côte nord de Cuba avec les cayos orientaux ainsi que les îles Lucayes, soit l'ensemble regroupant les Bahamas et les îles Turques-et-Caïques). L'archipel forme un arc de cercle d'environ 4 350 km de long s'étendant depuis le golfe du Mexique (Cuba) jusqu'au large du Venezuela (Curaçao et Aruba). Elles représentent 235 830 km2 de terre émergée, pour 42 millions d'habitants. La zone économique exclusive (ZEE normalement fixée à 200 milles des côtes) a été étendue à 350 milles en 2015 après l'avis favorable de l'Organisation des Nations unies.
La population, de provenance diverse, est mixte. Composée en partie de personnes d'origine africaine et de métis comme en Jamaïque ou en Haïti, elle comprend aussi des individus d'origine européenne et asiatique (notamment du sous-continent indien et du Moyen-Orient). Les descendants directs des premiers occupants de ces régions, les Amérindiens, y sont encore présents, comme les Caraïbes (Kalinago) sur l'île de la Dominique, les Arawaks sur l'île de la Martinique et les Taïnos dispersés dans les Grandes Antilles. La population des Petites Antilles et des Grandes Antilles (qui représentent une grande partie de la Caraïbe) est le fruit d'un intense métissage.

## Origine du nom

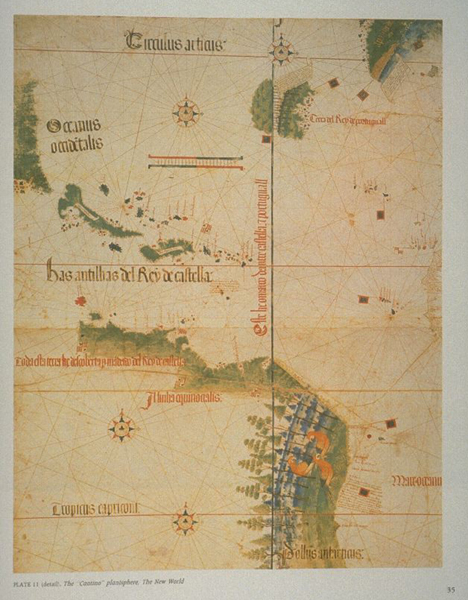
Première carte scientifique mentionnant les Antilles au pluriel (Alberto Cantino, 1502, visible à Ferrare)

Le nom dérive d'Antillia, une île fantôme prétendument située à l'ouest du Portugal dans l'océan Atlantique.
Une des premières mentions de cette île, soit qu'elle traduise des théories aristotéliciennes de l'Imago mundi sur l'équilibre de la Terre semblables à celle de la Terra Australis soit qu'elle fixe des ouï-dire de pêcheurs portugais, basques ou bretons, figure sur la carte de Zuane Pizzigano en 1424. Cette carte et les suivantes sont éditées dans le cadre du programme d'exploration, telle l'expédition de Diogo de Teive en 1452, initié par Henri le Navigateur à la suite de l'invention par les pêcheurs portugais de la caravelle, premier modèle de navire véritablement hauturier. Le progrès technique a nourri la légende, laquelle a motivé et précédé la découverte. C'est ainsi que le 25 septembre 1492, dix-neuf jours après avoir quitté La Gomera, son dernier port, et seize jours avant d'apercevoir les lueurs de San Salvador, Christophe Colomb cherchait vainement à l'horizon l'Antille que sa carte lui indiquait.
C'est l'humaniste Pierre Martyr de Milan qui, par une édition officielle de 1516, attribue le nom de l'île légendaire aux différentes îles découvertes en même temps qu'Hispaniola par Christophe Colomb (c'est à ce même Pierre Martyr de Milan qu'avait été confiée l'éducation des enfants de Colomb à la cour d'Aragon durant les pérégrinations de ce dernier), alors que Colomb s'était obstiné à n'y voir que les Indes occidentales. Piraté dès 1504, copié et enfin réimprimé à Paris en 1532, son ouvrage De Orbo Novo eut un retentissement considérable qui consacra le pluriel, renvoyant au merveilleux le singulier.
Cependant Pierre Martyr ne faisait que vulgariser un toponyme adopté par la société internationale des marchands au moins dès le retour du second voyage de Christophe Colomb en 1496, les découvertes de Terre-Neuve par Giovanni Caboto en 1497, du Brésil par Pedro Álvares Cabral en 1500, du Labrador par Gaspar de Corte Real en 1501, assez clairement identifiées à des côtes continentales, ne pouvant prétendre pour cette raison au nom d'Antille. Cette toponymie savante, qui n'apparait pas sur la carte la plus ancienne qui nous soit restée de l'espagnol Juan de la Cosa, a été imposée par la carte de Cantino élaborée par les cartographes portugais entre 1500 et 1502. Elle s'est diffusée dans les milieux cosmographistes par les éditions en reprenant les données en 1508, 1511, 1513, 1520, 1522 et 1525.

## Géographie
Les Antilles s'insèrent dans un vaste ensemble, l'espace Caraïbe, dont les limites ne sont pas clairement définies, mais qui incluent le plus souvent les îles Lucayes (Bahamas et îles Turques-et-Caïques), ainsi que la façade caraïbe du continent américain qui s'étend de l'Amérique centrale aux plateau des Guyanes en passant par les plaines côtières de Colombie et du Venezuela.
De la même façon, les limites des Antilles peuvent varier selon les acceptions des pays : de l'ensemble des îles tropicales du côté atlantique de l'Amérique, au strict arc antillais.
Dans le cas d'une division de l'Amérique en deux continents, les Antilles sont rattachées à l'Amérique du Nord, à l'exception des îles Sous-le-Vent et de Trinité-et-Tobago proches des côtes vénézuéliennes.
La formation des plages de sable blanc des îles antillaises réside principalement dans le mode de nutrition des poissons-perroquets qui croquent les algues directement sur les coraux vivants pour en extraire la matière nutritive, pulvérisant les morceaux de calcaire et les transformant en fin sable. Sous l'action des vents et des courants, le sable formé des déjections de ces poissons se dépose en certains points hauts et forme 70 % du sable blanc des plages des Caraïbes.
Au sein des Antilles, on peut distinguer :
- les Petites Antilles.

Elles sont constituées d'un chapelet de petites îles d'origine volcanique ou calcaire, qui s'étendent en arc de cercle depuis la fosse d'Anegada jusqu'à Trinidad au sud. Ensuite cet alignement s'incurve vers l'ouest jusqu'à l'île d'Aruba, près du continent sud-américain.
Là aussi, selon les acceptions de chaque pays, on distingue au sein des Petites Antilles :
- les Îles du Vent proches de la limite séparant la mer des Caraïbes et l'océan Atlantique : depuis l'île de Sombrero (Anguilla) au nord à Trinidad (Trinité-et-Tobago) au sud,
- les îles Sous-le-Vent s'étendent le long des côtes Nord de l'Amérique du Sud : de Aruba à l'ouest à l'archipel Los Testigos à l'est ;

Les pays anglo-saxons préfèrent, par exemple, une délimitation nord-sud (La Dominique appartenant depuis 1940 aux Windward Islands) :
- les Windward Islands ou îles du Vent : partie Sud de l'arc antillais, depuis Trinidad (Trinité-et-Tobago) au sud jusqu'à la Dominique au nord,
- les Leeward Islands ou îles Sous-le-Vent : partie Nord de l'arc des Petites Antilles, de la Guadeloupe au sud à Sombrero au nord ;

- les Grandes Antilles.

Elles incluent huit îles : l'île de Cuba, l'île de la Jeunesse, la Jamaïque, l'île de la Navasse, l'île de la Gonâve, Hispaniola (Haïti et la République dominicaine), l'île de la Tortue, Porto Rico ; et un archipel : les îles Vierges. Toutes ces terres représentent à elles seules les neuf dixièmes de la superficie et de la population totale des Antilles ;
- les îles Lucayes (ou Caraïbes du nord) qui incluent les Bahamas et les Îles Turks-et-Caïcos ;
- les îles Caïmans (archipel britannique).

|    | Nom de l'île                | Pays                            | Superficie (km²) | Population | Densité |
| -- | --------------------------- | ------------------------------- | ---------------- | ---------- | ------- |
| 1  | Cuba                        | Cuba                            | 110 860,0        | 11 224 321 | 101     |
| 2  | Hispaniola ou Haïti         | République dominicaine / Haïti  | 73 929,0         | 22 191 516 | 300     |
| 3  | Jamaïque                    | Jamaïque                        | 11 189,6         | 2 598 000  | 227     |
| 4  | Porto Rico                  | États-Unis                      | 9 099,8          | 3 193 694  | 351     |
| 5  | Trinité                     | Trinité-et-Tobago               | 5 008,7          | 1 050 000  | 220     |
| 6  | Andros Nord                 | Bahamas                         | 3 439,4          | 4 471      | 1,3     |
| 7  | Isla de la Juventud         | Cuba                            | 2 237,3          | 100 000    | 33      |
| 8  | Great Inagua                | Bahamas                         | 1 544,0          | 969        | 0,63    |
| 9  | Andros Sud                  | Bahamas                         | 1 447,8          | 1 465      | 1,0     |
| 10 | Great Abaco                 | Bahamas                         | 1 145,9          | 14 835     | 12,9    |
| 11 | Martinique                  | France                          | 1 128,0          | 392 291    | 348     |
| 12 | Grand Bahama                | Bahamas                         | 1 095,7          | 46 994     | 34      |
| 13 | Margarita                   | Venezuela                       | 956,8            | 420 000    | 450     |
| 14 | Basse-Terre (Guadeloupe)    | France                          | 847,8            | 192 600    | 227     |
| 15 | Dominique                   | Dominique                       | 787,3            | 75 851     | 101     |
| 16 | La Gonâve                   | Haïti                           | 743,0            | 100 000    | 135     |
| 17 | Sainte-Lucie                | Sainte-Lucie                    | 639,8            | 160 145    | 258     |
| 18 | Grande-Terre (Guadeloupe)   | France                          | 586,7            | 198 000    | 337     |
| 19 | Île de Long Island          | Bahamas                         | 538,4            | 3 094      | 5,7     |
| 20 | Île d'Acklins               | Bahamas                         | 507,5            | 428        | 1,0     |
| 21 | Cayo Romano                 | Cuba                            | 464,7            | ?          | ?       |
| 22 | Barbade                     | Barbade                         | 462,4            | 276 607    | 642     |
| 23 | Eleuthera                   | Bahamas                         | 457,4            | 7 999      | 21      |
| 24 | Curaçao                     | Pays-Bas                        | 443,1            | 173 400    | 391     |
| 25 | Île Cat                     | Bahamas                         | 386,5            | 1 647      | 4       |
| 26 | Saint-Vincent               | Saint-Vincent-et-les-Grenadines | 381,0            | 108 600    | 314     |
| 27 | Cayo Coco                   | Cuba                            | 366,4            | ?          | ?       |
| 28 | Grenade                     | Grenade                         | 322,7            | 105 000    | 260     |
| 29 | Tobago                      | Trinité-et-Tobago               | 308,8            | 54 084     | 180     |
| 30 | Mayaguana                   | Bahamas                         | 293,0            | 277        | 0,97    |
| 31 | Crooked Island              | Bahamas                         | 282,1            | 350        | 1,46    |
| 32 | Grand Cayman                | Îles Caïmans                    | 197              | 37 473     | 190,22  |
| 33 | Saint-Martin / Sint-Maarten | France / Pays-Bas               | 93,0             | 75 000     | 806,45  |
| 34 | Saint-Barthélemy            | France                          | 24,0             | 8 938      | 372     |

### Territoires insulaires des Caraïbes

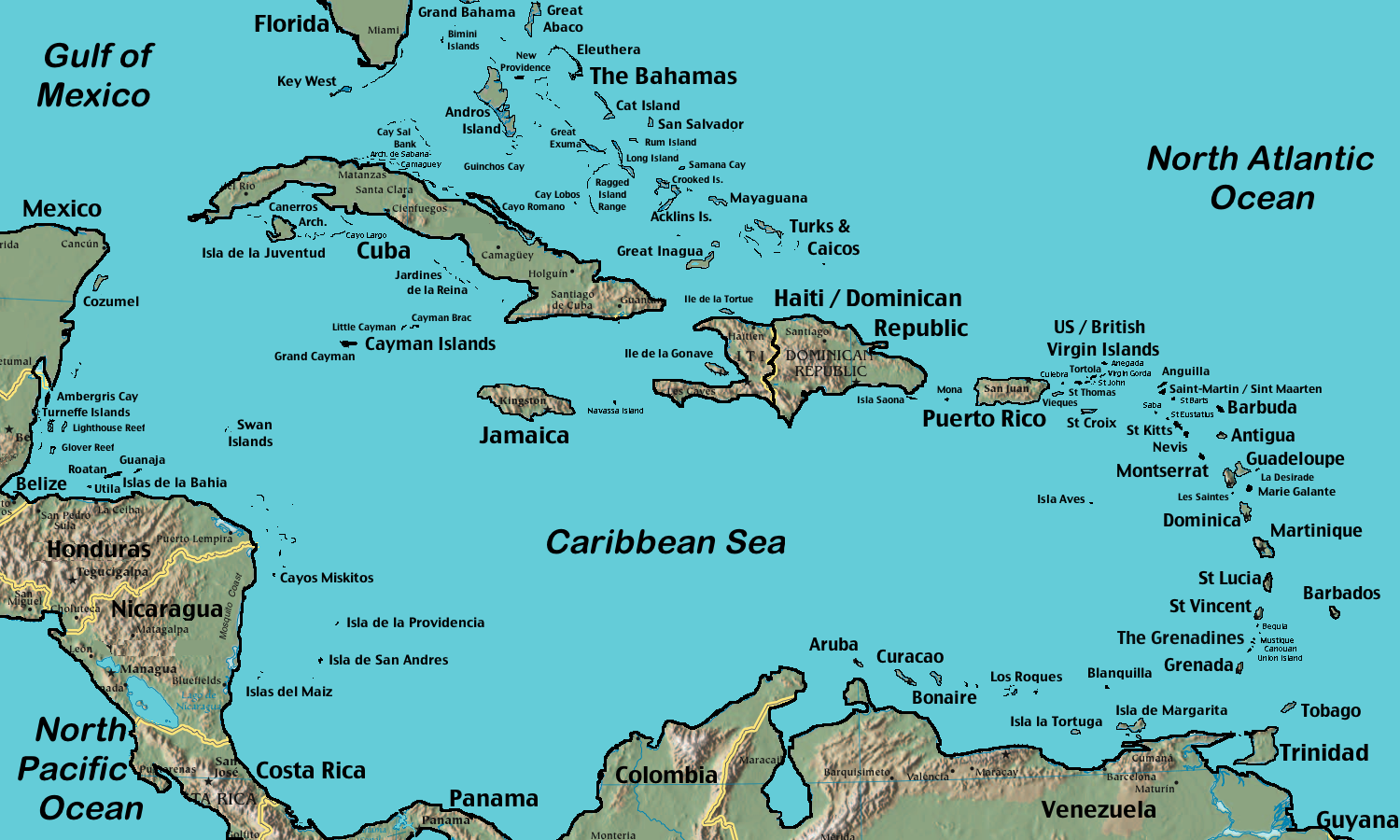
Carte des différentes îles des Antilles.

#### Îles Lucayes
- Bahamas
  - Îles Abacos
  - Île Andros
  - Cat
  - Eleuthera
  - Îles Exumas
  - Grand Bahama
  - New Providence
- Îles Turques-et-Caïques (dépendance du  Royaume-Uni)
  - Great Ambergris Cay
  - Grand Turk
  - Middle Caicos ou Caïque centrale
  - North Caicos ou Caïque du Nord
  - Parrot Cay
  - Pine Cay
  - Providenciales
  - Salt Cay
  - South Caicos ou Caïque du Sud

#### Grandes Antilles
- Cuba
  - Cuba
    - Guantánamo (base militaire au sud-est de l’île de Cuba, louée par les  États-Unis)

  - Isla de la Juventud
  - Archipel Sabana-Camagüey
    - Sous-archipel de los Jardines del Rey
      - Cayo Romano

  - Archipel de los Jardines de la Reina
- Hispaniola ( République dominicaine et  Haïti)
  - Île de la Gonâve ( Haïti)
  - Île de la Tortue ( Haïti)
  - Île-à-Vache ( Haïti)
  - Île Saona ( République dominicaine)
- Île de la Navasse (dépendance des  États-Unis) revendiqué par  Haïti
- Jamaïque
- Porto Rico (territoire non-incorporé des  États-Unis)
  - Culebra (Îles Vierges espagnoles)
  - Mona
  - Porto Rico
  - Vieques (Îles Vierges espagnoles)
- Îles Vierges des États-Unis (territoire non-incorporé des  États-Unis)
  - Saint-John
  - Saint-Thomas
    - Hassel Island
    - Thatch Cay

  - Water Island
- Îles Vierges britanniques (dépendance du  Royaume-Uni)
  - Anegada
  - Beef Island
  - Bellamy Cay
  - Île de Cooper
  - Great Camanoe
  - Guana Island
  - Jost Van Dyke
  - Little Thatch
  - Marina Cay
  - Mosquito Island
  - Nanny Cay
  - Necker Island
  - Norman Island
  - Peter Island
  - Prickly Pear Island
  - Saba Rock
  - Salt Cay
  - Tortola
  - Virgin Gorda

#### Îles Caïmans
- Îles Caïmans (dépendance du  Royaume-Uni)
  - Cayman Brac ou Caïman Brac
  - Grand Cayman ou Grande Caïman
  - Little Cayman ou Petite Caïman

#### Petites Antilles dans l'Est  des Caraïbes

##### Sainte-Croix
- Îles Vierges des États-Unis (territoire non-incorporé des  États-Unis)
  - Sainte-Croix
    - Buck Island

##### Îles du Vent
- Anguilla (dépendance du  Royaume-Uni)
  - Anguilla
  - Petites îles inhabitées : Sombrero, Dog, Prickly Pear, Scrub, Anguillita, Sandy
- Antigua-et-Barbuda
  - Antigua
  - Barbuda
  - Redonda
- Antilles françaises (dépendances de la France)
  - Guadeloupe (département d’outre-mer, no 971)
    - Île de la Guadeloupe :
      - Basse-Terre
      - Grande-Terre
      - Petites îles inhabitées : Îlet Caret, Îlet à Christophe, Îlet à Colas, Îlet à Fajou, Îlet à Kahouanne, Îlet Blanc, Îlet Boissard, Îlet Brument, Îlet Crabière, Îlet du Gosier, Îlet Duberran, Îlet Feuille, Îlet Fortune, Îlet Frégate de Haut, Îlet Macou, Îlet Mangue à Laurette, Îlets de Carénage, Îlets de Pigeon, La Biche, Tête à l'Anglais, îlet Rat

    - La Désirade (Guadeloupe)
      - Petites îles inhabitées : Îles de la Petite-Terre

    - Marie-Galante (Guadeloupe)
      - Petites îles inhabitées : Îlet de Vieux Fort

    - Les Saintes (Terre-de-Haut, Terre-de-Bas) (Guadeloupe) 
      - Petites îles inhabitées : Îlet à Cabrit, le Grand-Îlet, la Coche, le Pâté, la Redonde, les Augustins et les Roches percées

  - Martinique (Collectivité territoriale unique, no 972)
    - Martinique

  - Saint-Barthélemy (collectivité d’outre-mer, no 977)
    - Saint-Barthélemy
      - Petites îles inhabitées : Île Fourchue, Île Chevreau, Île Frégate, Île Toc Vers, La Tortue

  - Saint-Martin (collectivité d’outre-mer, no 978)
    - Saint-Martin (partie Nord de l’île Saint-Martin)
      - Petites îles inhabitées : île Tintamarre, îlet Pinel, Caye Verte, Rocher Créole
- Sint-Maarten (pays constitutif du royaume des  Pays-Bas, partie Sud de l’île Saint-Martin)
  - Petites îles inhabitées : Hen & Chicken, Guana Key, Molly Beday
- Pays-Bas caribéens
  - Îles au Vent ou Bovenwindse Eilanden
    - Saba (commune à statut particulier)
    - Saint-Eustache ou Sint Eustatius (commune à statut particulier)
- Barbade
  - Barbade ou Barbados
  - Culpepper
- Dominique
  - Petite île inhabitée : Isla de Aves ou « île aux Oiseaux » (contentieux avec le  Venezuela)
- Grenade
  - Grenade
  - Grenadines (petite partie au Sud de l’archipel, partagé aussi avec  Saint-Vincent-et-les-Grenadines)
    - Carriacou
    - Petite Martinique
    - Petites îles inhabitées : Saline, Frigate, Large, Ronde, Les Tantes, Sisters, Caille, Green, Hog, Glover
- Montserrat (dépendance du  Royaume-Uni)
- Saint-Christophe-et-Niévès
  - Niévès ou Nevis
  - Saint-Christophe ou Saint Kitts
- Sainte-Lucie
- Saint-Vincent-et-les-Grenadines
  - Saint-Vincent
  - Grenadines (la majeure partie de l’archipel, sauf quelques îles rattachées à  Grenade)
    - Bequia
    - Canouan
    - Moustique
    - Mayreau
    - Union
    - Petites îles inhabitées : Pigeon, Bettowia, Baliceaux, Petite Moustique, Île à Quatre, Savan, Petite Canouan, Petite Niévès, Allawash, Pillories, Tobago Cays, Palm, Petit Saint-Vincent, Young
- Trinité-et-Tobago
  - Tobago
    - Little Tobago

  - Trinité ou Trinidad
    - Chacachacare
    - Gaspar Grande
    - Huevos
    - Monos

##### Îles Sous-le-Vent à proximité de l'Amérique du Sud
- Pays-Bas caribéens
  - Îles Sous-le-Vent ou Benedenwindse Eilanden
    - Bonaire (commune à statut particulier)
      - Petites îles : Klein Bonaire ou Petite Bonaire
- Curaçao (pays constitutif du royaume des  Pays-Bas)
  - Curaçao
    - Petites îles : Klein Curaçao ou Petite Curaçao
- Aruba (pays constitutif du royaume des  Pays-Bas)
  - Aruba
- Venezuela
  - Île Margarita
  - île de Coche
  - Île de Cubagua
  - Blanquilla
  - Isla La Tortuga
  - archipel de Los Roques
  - Archipel de Los Monjes
  - Los Hermanos Island
  - Los Frailes Island
  - La Sola Island
  - La Orchila Island
  - Los Testigos Island
  - Isla de Patos

## Histoire

### Peuples précolombiens

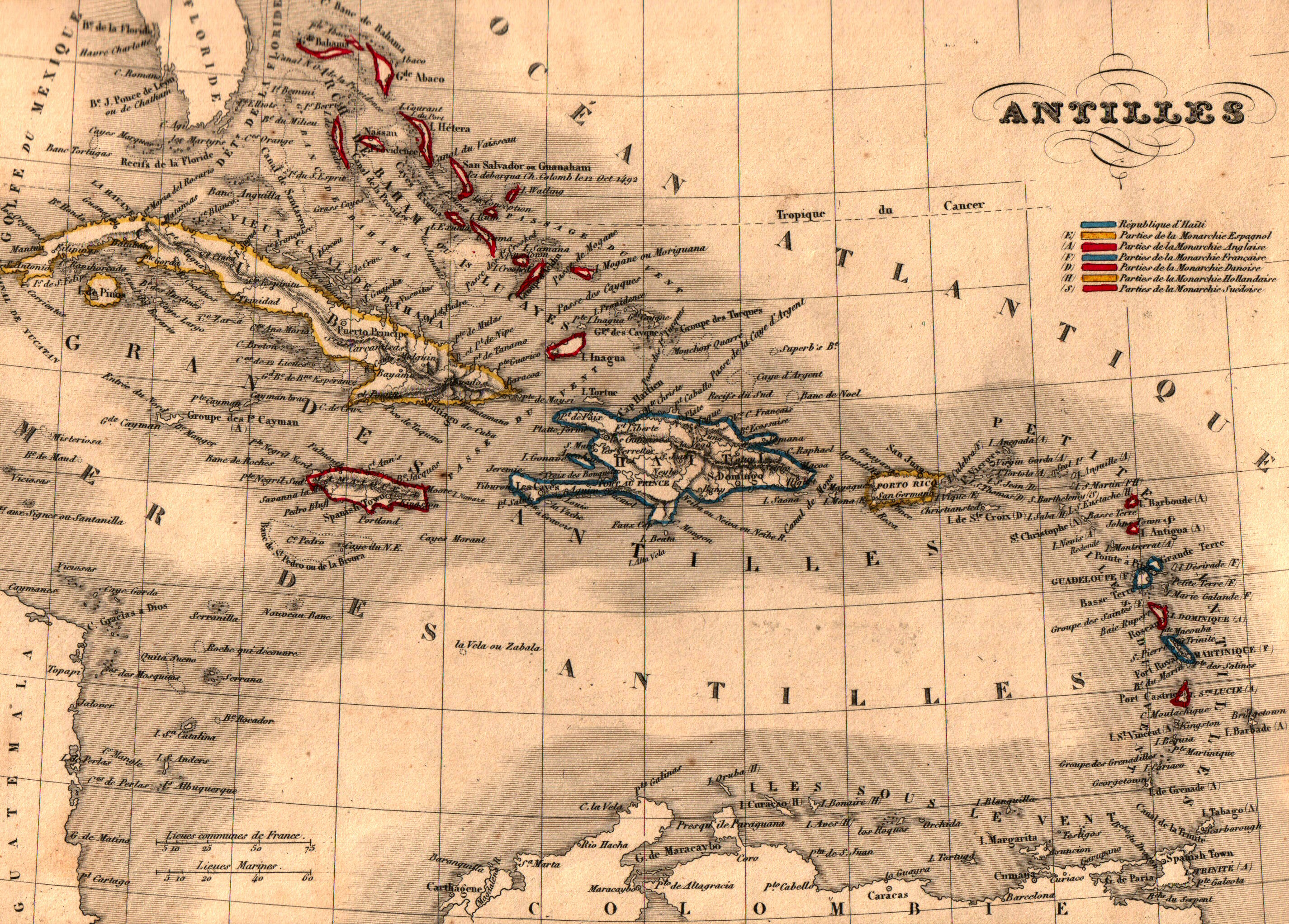
Carte des Antilles en 1843.

Une profusion de cultures distinctes s'est développée dans les Antilles avant l'arrivée de Christophe Colomb en 1492. Elles se distinguent des civilisations continentales par la culture du manioc, des styles spécifiques pour les travaux du bois, de l'or et du tumbaga (alliage d'or et de cuivre). L'absence de grandes architectures de pierre tranche avec l'abondance de pyramides à degrés que l'on peut trouver en Amérique centrale et dans les Andes.
- Amérindiens des Antilles
  - Arawaks
  - Ciboneys
  - Garifunas
  - Kalinago, ou Kalinas, anciennement peuple Caraïbe
  - Taïnos

## Langues
La diversité des langues parlées dans les Caraïbes est très grande.
- L'espagnol est la principale langue en nombre de locuteurs. On le retrouve en République dominicaine, à Porto Rico, à Cuba.
- L'anglais est la langue officielle de la majorité des îles antillaises comprenant Sainte-Lucie, Dominique, Antigua-et-Barbuda, Anguilla, la Jamaïque, les Bahamas, Trinité-et-Tobago, Grenade, Saint-Vincent-et-les-Grenadines, Saint-Christophe-et-Niévès, la Barbade, les Îles Caïmans, les Îles Turks-et-Caïcos, les Îles Vierges britanniques, les Îles Vierges américaines etc. À Saint-Martin, l'anglais est devenue la lingua franca de l'île.
- Le français en Martinique, en Guadeloupe, en Haïti, à Saint-Barthélemy et à Saint-Martin.
- Diverses langues créoles à base française en Martinique, en Guadeloupe, en Haïti, en Dominique, à Sainte-Lucie, à Trinidad, à Saint-Barthélemy, à Saint Thomas, à Saint-Martin et dans une moindre mesure à Grenade et à Saint-Vincent.
- Le néerlandais à Aruba, à Curaçao, à Bonaire, à Saint-Eustache, à Saba et à Saint-Martin dans une moindre mesure.
- Il y a aussi d'autres langues dans la Caraïbe : notamment le patois rasta (dérivé de l'anglais) parlé en Jamaïque ; ou le papiamento à Aruba, Curaçao et Bonaire. De même, de nombreuses langues indiennes y sont parlées, telles que le hindi ou encore le tamoul.

## Intégration régionale
- Association des États de la Caraïbe (AEC) : créée le 24 juillet 1994, elle a pour but de concerter l'action économique et politique des pays du bassin de la Caraïbe.
- Communauté caribéenne (CARICOM) : marché commun de la Caraïbe. Destiné originellement aux seuls pays anglophones, il est devenu multilingue depuis l'intégration du Suriname, d'Haïti et de plusieurs pays observateurs hispanophones.
- Organisation des États de la Caraïbe orientale.
- Banque de Développement de la Caraïbe.
- Zone de libre-échange des Amériques : projet de création d'une zone de libre-échange entre les états d’Amérique du Nord, d'Amérique du Sud et des Antilles.
- Organisation caraïbe des peuples indigènes.
- Université des Indes occidentales anglophone (1948).
- Du fait de leur statut, les îles de Guadeloupe, de Marie-Galante, de la Désirade, des Saintes, de Martinique, de Saint-Martin et de Saint-Barthélemy sont de facto exclues de l'intégration régionale (toutefois elles sont membres associées de l'Association des États de la Caraïbe via la représentation diplomatique française). L'université des Antilles (2014) permet de corriger certaines disparités[Comment ?].

## Usage idiomatique
En France, le langage courant restreint la référence géographique du terme « Antilles » aux seules îles françaises de la Caraïbe, à savoir : la Martinique, les îles de Guadeloupe (Grande-Terre, Basse-Terre, Marie-Galante, la Désirade, les Saintes), Saint-Martin et Saint-Barthélemy.
Par extension, les habitants de ces îles, ou ceux qui ont émigré vers l'Hexagone (ainsi que leur descendance), sont collectivement appelés : « Antillais ». Dans cet ordre d'idées, le langage courant français privilégiera l'usage des termes « Caraïbe » et « Caribéen » pour désigner respectivement l’ensemble des îles de la mer des Caraïbes ou les populations qui en sont originaires.

## Politique
Les Antilles sont du fait de leur caractère dispersé et insulaire très morcelées sur le plan politique.

### États indépendants
- Commonwealth des Bahamas
- République de Cuba
- République d'Haïti (ouest de l'île d'Hispaniola)
- République dominicaine (est de l'île d'Hispaniola)
- Jamaïque
- Antigua-et-Barbuda
- Barbade
- Dominique (Commonwealth de la Dominique)
- Grenade
- Saint-Christophe-et-Niévès (Fédération de Saint-Christophe-et-Niévès)
- Sainte-Lucie
- Saint-Vincent-et-les-Grenadines
- République de Trinité-et-Tobago

### Dépendances d'États n'appartenant pas eux-mêmes aux Antilles
- États-Unis :
  - Îles Vierges américaines (territoire non-incorporé des États-Unis)
  - Porto Rico (territoire non-incorporé des États-Unis)

- Royaume-Uni de Grande-Bretagne et d'Irlande du Nord :
  - Îles Caïmans (territoire britannique d'outre-mer)
  - Îles Turks-et-Caïcos (territoire britannique d'outre-mer)
  - Anguilla (territoire britannique d'outre-mer)
  - Îles Vierges britanniques (territoire britannique d'outre-mer)
  - Montserrat (territoire britannique d'outre-mer)

- République française :
  - Guadeloupe (département d'outre-mer, 971)
  - Martinique (collectivité territoriale unique, 972)
  - Saint-Barthélemy (collectivité d’outre-mer, 977)
  - Saint-Martin (collectivité d'outre-mer, 978)

- Royaume des Pays-Bas :
  - Sint-Maarten (pays constitutif du royaume des Pays-Bas, partie Sud de l’île Saint-Martin)
  - Saba et Saint-Eustache (îles du Vent)
  - Bonaire (îles sous le Vent)
  - Curaçao (pays constitutif du royaume des Pays-Bas)
  - Aruba (pays constitutif du royaume des Pays-Bas)

- République bolivarienne du Venezuela :
  - Iles du Venezuela : île Margarita ; île de Coche ; île de Cubagua ; Blanquilla ; Isla La Tortuga ; archipel de Los Roques ; Archipel de Los Monjes ; Los Hermanos Island ; Los Frailes Island ; La Sola Island ; La Orchila Island ; Los Testigos Island ; Isla de Patos

## Santé
Un nouveau dispositif épidémiologique et de veille sanitaire a été mis en place pour la zone des Antilles/Guyane en 2001[réf. nécessaire].

## Faune
- Liste des oiseaux des Antilles
- Faune endémique des Antilles